# Nick Barrett
Nicholas „Nick” John James Barrett (ur. 8 czerwca 1961) – brytyjski wokalista, gitarzysta, autor tekstów i jeden z założycieli neoprogresywnej grupy Pendragon.

## Styl gry
Nick Barrett w swoich utworach gra zwykle skomplikowane i niezbyt szybkie partie, a także solówki. Reprezentuje styl gry podobny do innych psychodelicznych gitarzystów, m.in.  Davida Gilmoura czy Steve’a Rothery'ego. Używa też szerokiej skali efektów gitarowych, głównie pogłosów i Delayów. Często stosuje też technikę slide guitar.

## Kariera poza Pendragonem
W 2006 wspólnie z Clive'em Nolanem wyruszył w trasę, na której grali akustyczne wersje utworów Pendragona. Zapisem trasy jest DVD A Rush of Adrenaline.